# وویچیخ پوکرا
وویچیخ پوکرا (انگلیسی: Wojciech Pokora; ۲ اکتبر ۱۹۳۴ – ۴ فوریهٔ ۲۰۱۸) بازیگر اهل لهستان بود. وی بین سال‌های ۱۹۶۰ تا ۲۰۱۸ میلادی فعالیت می‌کرد.
از فیلم‌ها یا برنامه‌های تلویزیونی که وی در آن نقش داشته‌است، می‌توان به رانندگان جایگزین، ازدواج مصلحتی، وقتی منو بگیری باهام چکار می‌کنی؟، سال‌های شیرین، چهل‌ساله، در خوشی و سختی، پرستار کودک، کارآگاهان جنایی، در خیابان سپولنی، تدی خرسه، خیابان فرعی ۴ و کروز اشاره کرد.